# Koanophyllon monanthum
Koanophyllon monanthum là một loài thực vật có hoa trong họ Cúc. Loài này được (Sch.Bip.) T.J.Ayers & B.L.Turner mô tả khoa học đầu tiên năm 1989.